# Wolfgang Schorlau

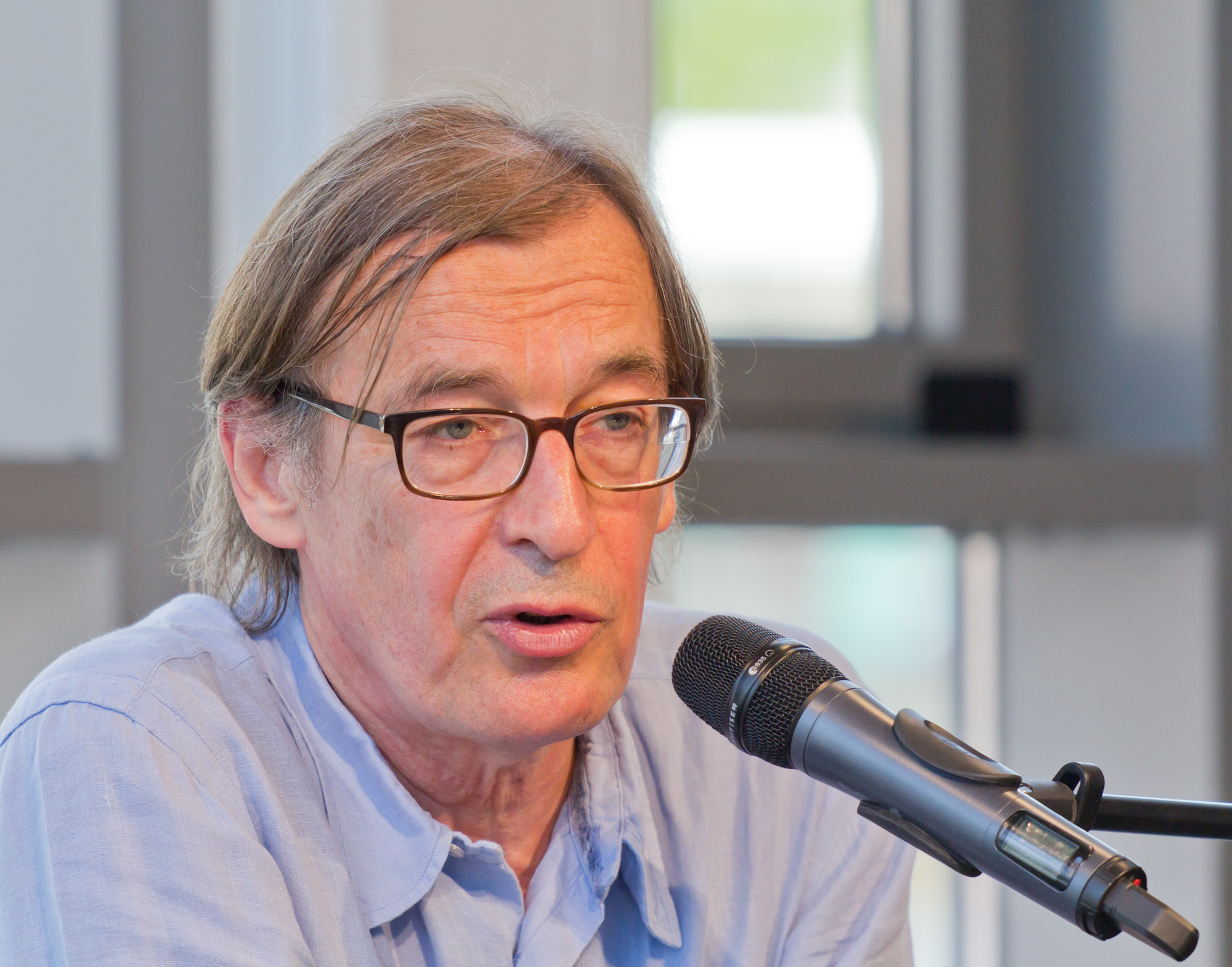
Wolfgang Schorlau 2014

Wolfgang Schorlau (* März 1951 in Idar-Oberstein) ist ein deutscher Schriftsteller und Autor politischer Kriminalromane, in denen er Kritik an den gesellschaftlichen und politischen Verhältnissen und Hintergrundrecherchen mit spannenden Erzählelementen verbindet. Mehrere Romane wurden verfilmt. Schorlau lebt als freier Schriftsteller in Stuttgart.

## Leben
Wolfgang Schorlau kam 1951 in Idar-Oberstein als Sohn eines Eisenbahnbeamten zur Welt. Nach dem frühen Tode des Vaters erzog die Mutter ihre beiden Kinder zunächst allein. Als er elf Jahre alt war, schickte sie Wolfgang in ein Waisenheim der Bundesbahn in Freiburg im Breisgau. Seine Kindheitserfahrungen verarbeitete er später in seinem Roman „Rebellen“.
Im Jahr 1966 begann er in Freiburg im Breisgau eine Lehre als Großhandelskaufmann im Elektrohandel. In dieser Zeit schloss er sich der Lehrlingsbewegung an. Er demonstrierte gegen Ausbildungsbedingungen und Kommunalpolitik in Freiburg und beschäftigte sich statt mit seiner Ausbildung mit den Inhalten der „Mittwochsschulungen“. Die Lehrlinge lasen unter Anleitung von Studenten und Professoren „Das Kapital“, „Was tun?“ von Lenin und Texte von Ernest Mandel, Sigmund Freud und Wilhelm Reich: „Ich las Marx und wurde Azubi der Weltrevolution. Drei Monate vor der Gesellenprüfung flog ich aus der Lehre.“ Seine Mitlehrlinge überzeugten den Chef, dass er wenigstens die Prüfung antreten durfte, die er knapp bestand. In den 1970er Jahren war Schorlau außerdem im Kommunistischen Bund Westdeutschlands aktiv, distanzierte sich aber später von dessen sektiererischem Dogmatismus.
In Westberlin holte er auf dem zweiten Bildungsweg das Abitur nach und wollte an der Universität Soziologie studieren, fand aber die Vorlesungen über Marx und Engels zu langweilig. Statt des Studiums absolvierte er eine Ausbildung zum Informatiker und machte sich mit einem kleinen Software-Unternehmen selbständig.
Im Jahr 1995 erschien sein erstes Buch: „Der PC im galvanischen Betrieb“, und 2000 „Down at Theresa’s“, ein Bildband über den Blues.
Im Alter von Ende vierzig Jahren gab Schorlau 2000 seinen Beruf auf, um sich als freier Autor dem Schreiben politischer Krimis zu widmen. Seither erscheinen seine Bücher bei Kiepenheuer & Witsch.
Im November 2017 übernahm Wolfgang Schorlau die Poetik-Dozentur an der Universität Tübingen.

## Werke

### Reihe Privatdetektiv Georg Dengler
- Die blaue Liste. Denglers erster Fall. Kiepenheuer und Witsch, Köln 2003, ISBN 3-462-03479-0.
- Das dunkle Schweigen. Denglers zweiter Fall. Kiepenheuer und Witsch, Köln 2005, ISBN 3-462-03614-9.
- Fremde Wasser. Denglers dritter Fall. Kiepenheuer und Witsch, Köln 2006, ISBN 978-3-462-03748-7.
- Brennende Kälte. Denglers vierter Fall. Kiepenheuer und Witsch, Köln 2008, ISBN 978-3-462-03982-5.
- Das München-Komplott. Denglers fünfter Fall. Kiepenheuer und Witsch, Köln 2009, ISBN 978-3-462-04132-3.
- Die letzte Flucht. Denglers sechster Fall. Kiepenheuer und Witsch, Köln 2011, ISBN 978-3-462-04279-5.
- Am zwölften Tag. Denglers siebter Fall. Kiepenheuer und Witsch, Köln 2013, ISBN 978-3-462-04547-5.
- Die schützende Hand. Denglers achter Fall. Kiepenheuer und Witsch, Köln 2015, ISBN 978-3-462-04666-3.
- Der große Plan. Denglers neunter Fall. Kiepenheuer und Witsch, Köln 2018, ISBN 978-3-462-04667-0.
- Kreuzberg Blues. Denglers zehnter Fall. Kiepenheuer und Witsch, Köln 2020, ISBN 978-3-462-00079-5.
- Black Forest. Denglers elfter Fall. Kiepenheuer und Witsch, Köln 2024, ISBN 978-3-462-05139-1.

### Reihe Commissario Antonio Morello
Krimi-Reihe von Wolfgang Schorlau zusammen mit Claudio Caiolo:
- Der freie Hund. Kiepenheuer und Witsch, Köln 2020, ISBN 978-3-462-05245-9.
- Der Tintenfischer. Kiepenheuer und Witsch, Köln 2021, ISBN 978-3-462-00101-3.
- Falsche Freunde. Kiepenheuer und Witsch, Köln 2023, ISBN 978-3-462-00303-1.

### Weitere Werke
- mit Karin Herczog: Der PC im galvanischen Betrieb. Leitfaden für die Anwendung. Leuze, Saulgau 1995, ISBN 3-87480-110-1.
- mit Marc Po Kempner: Chicago blues: down at Theresa’s … ; the photographs of Marc PoKempner. Prestel, München 2000, ISBN 3-7913-2300-8.
- Sommer am Bosporus. Ein Istanbul-Roman. Kiepenheuer und Witsch, Köln 2005, ISBN 3-462-03427-8.
- Ein perfekter Mord. Edition Nautilus, Hamburg 2008, ISBN 978-3-89401-579-4.
- Das brennende Klavier. Der Musiker Wolfgang Dauner. Edition Nautilus, Hamburg 2010, ISBN 978-3-89401-730-9.
- als Hrsg.: Stuttgart 21. Die Argumente. Kiepenheuer und Witsch, Köln 2010, ISBN 978-3-462-04258-0.
- Rebellen. Kiepenheuer und Witsch, Köln 2013, ISBN 978-3-462-04076-0.

## Die Romane um Georg Dengler
Der Protagonist von Schorlaus Kriminalromanen ist Georg Dengler, ein ehemaliger BKA-Ermittler, der sich als Privatermittler selbstständig gemacht hat. Zwar hatten schreibende Kollegen Schorlau gewarnt, dass Geschichten um Privatdetektive in Deutschland im Gegensatz zur angelsächsischen Kriminalliteratur keinen Erfolg haben würden, doch die Arbeit an seinem ersten Roman Die blaue Liste war zu diesem Zeitpunkt schon zu weit fortgeschritten, um das Konzept noch einmal zu ändern. Bis 2007 wurden erfolgreich drei Romane um den trinkfesten Bluesfan Georg Dengler, der im Stuttgarter Bohnenviertel seine Praxis betreibt, veröffentlicht. Für Das dunkle Schweigen erhielt Schorlau 2006 den dritten Platz des Deutschen Krimi-Preises.
Der Krimiplot dient Schorlau vor allem auch der politischen Stellungnahme zu brisanten Ereignissen der neueren deutschen Geschichte. Unter der Überschrift Finden und Erfinden erläutert Schorlau jeweils in einem Nachwort die Hintergrundrecherchen und Quellen zu seinen Romanen.

### „Die blaue Liste. Denglers erster Fall“
Im ersten Roman der Reihe fügt Schorlau drei bisher nicht vollständig geklärte Ereignisse zusammen:
- die Ermordung des ersten Präsidenten der Treuhandanstalt Detlev Rohwedder am 1. April 1991 durch die RAF,
- den Absturz von Lauda-Air-Flug 004 am 26. Mai 1991 über Thailand, bei dem 223 Menschen ums Leben kamen,
- die Ereignisse am 27. Juni 1993 in Bad Kleinen, bei denen der RAF-Terrorist Wolfgang Grams durch Suizid starb.

Der Plot geht davon aus, dass Rohwedder beseitigt werden musste, weil seine (angeblichen) Vorstellungen hin zu genossenschaftlichen Beteiligungsmodellen für DDR-Betriebe den Kapitalinteressen der Westkonzerne im Weg standen. Die als ahnungslos dargestellte 3. RAF-Generation wurde hiernach von Hintermännern (aus dem Staatsapparat?) mit dem Attentat instrumentalisiert. Die Beteiligten mussten später in Bad Kleinen als potentielle Mitwisser beseitigt werden, ebenso wie zuvor Wissenschaftler, die das Genossenschaftsmodell verteidigten. Einem von ihnen gelang das Überleben, weil er den sabotierten Flug verpasste. Dengler wird von Angehörigen mit der zunächst aussichtslos erscheinenden Suche nach diesem Wissenschaftler beauftragt, macht ihn schließlich in Italien ausfindig und bringt ihn durch seine Aktivitäten in Gefahr, weil auch die Hintermänner der Attentate nach ihm suchen.

### „Das dunkle Schweigen. Denglers zweiter Fall“
Hier geht es Schorlau um einen wenig untersuchten Komplex des Zweiten Weltkriegs: die Fälle von Lynchjustiz an alliierten Soldaten (deren Zahl Schorlau auf über 1000 schätzt).

### „Fremde Wasser. Denglers dritter Fall“
In diesem Thriller werden Bestrebungen zur Privatisierung der Wasserwirtschaft thematisiert. Schorlau beschreibt unter anderem den Guerra del Agua (Wasserkrieg) in Cochabamba und die Auswirkungen der durchgeführten Privatisierungen in Kiel und London. Der Titel des Romans zitiert ein Gedicht von Ingeborg Bachmann.

### „Brennende Kälte. Denglers vierter Fall“
Schorlau beschäftigt sich in diesem Roman mit der Entsendung von Bundeswehrsoldaten in den Afghanistankrieg und einem dort spekulierten Einsatz und Test von Mikrowellenwaffen sowie den Folgen für die Soldaten. In einem Nebenstrang der Handlung befasst er sich mit der Einführung des neuen elektronischen Reisepasses in Deutschland. Die Marler Zeitung schreibt: „Was Schorlau an Horror inszeniert, ist der mögliche reale Schrecken von Waffensystemen, wie sie sich die Produzenten einfallen lassen, die mit dem Tod von Menschen Geld machen.“

### „Das München-Komplott. Denglers fünfter Fall“
In Denglers fünftem Fall geht es um das Bombenattentat auf das Oktoberfest 1980. In seinem Roman beteiligt sich der Verfassungsschutz beim Aufbau von Organisationen wie der NPD in den Neuen Bundesländern oder der Wehrsportgruppe Hoffmann in den 1970ern. Es geht um eine paramilitärische Geheimorganisation sowie ein geheimes United States Army Field Manual. Im Nachwort des Romans erzählt Schorlau, dass er nach der Kontaktaufnahme durch zwei Polizisten, die sich ihm nicht vorstellten, auf den Fall gebracht wurde. Die beiden Polizisten ermöglichten ihm angeblich das Aktenstudium von Unterlagen der Sonderkommission Theresienwiese und machten ihn auf einzelne Punkte in den Akten aufmerksam. Ebenso hätten sie ihn auf Ulrich Chaussys Buch Oktoberfest. Ein Attentat verwiesen. Die Literaturkritikerin Claudine Borries urteilte: „Ein wirklich großartiger Wurf ist Wolfgang Schorlau mit diesem Politthriller gelungen.“

### „Die letzte Flucht. Denglers sechster Fall“
Im Herbst 2011 veröffentlicht, erzählt Schorlau hier vom Fall eines fälschlich des Mordes und Kindesmissbrauchs angeklagten Professors an der Berliner Charité. Der eigentliche Hintergrund sind allerdings kriminelle Machenschaften der Pharmaindustrie um Anwendungsbeobachtungen. Bei seinen Ermittlungen lernt Dengler nicht nur die Dominaszene und die Küche in Frank Oehlers Speisemeisterei kennen – der Ermittler erlebt in einer Nebenhandlung auch die Proteste gegen Stuttgart 21. Zu diesem Thema hatte Schorlau als Herausgeber im Jahr 2010 bereits das Sachbuch Stuttgart 21. Die Argumente veröffentlicht.

### „Am zwölften Tag. Denglers siebter Fall“
Der im Dezember 2013 erschienene Roman erzählt von Denglers Suche nach seinem verschwundenen Sohn Jakob und dessen Freunden. Er thematisiert die Praktiken in der Intensivtierhaltung sowie die Arbeitsbedingungen osteuropäischer Werkvertragsarbeiter.
Denglers Sohn hat sich einer Gruppe radikaler Tierschützer angeschlossen, wobei ein hübsches Mädchen, Aktivistin und Wortführerin des Veganismus, beteiligt ist. Beim Versuch, die unhaltbaren Zustände in einem niedersächsischen Schweine- und Putenmastbetrieb in der Nacht zu filmen, werden sie von einer Rockergang festgesetzt, die von einem Großindustriellen der Tierbranche engagiert wurden, mit renitenten rumänischen Billigarbeitern fertig zu werden und sich zugleich der wachsenden Probleme mit Tierrechtsaktivisten zu entledigen. Dazu wurde die Bauernfamilie geködert, den Hof vorübergehend zu verlassen. Das gesamte Anwesen soll abgebrannt und die Brandstiftung den jungen Aktivisten in die Schuhe geschoben werden, die dabei mit umkommen sollen. Dengler, der von seiner nervigen Exfrau auf die Suche geschickt wird, ist erst skeptisch und kann das Unheil erst in letzter Sekunde abwenden, hierbei kommt der Bauer zu Tode. Der Großindustrielle wird letztlich festgenommen, nachdem er einen aufsässigen rumänischen Schlachtarbeiter wortwörtlich verwurstet hat.
Im Anhang sind zwei Predigten von Monsignore Peter Kossen (Der Missbrauch der Werkverträge als moderne Sklaverei und Erschreckende Menschenverachtung und mafiöse Strukturen) abgedruckt.

### „Die schützende Hand. Denglers achter Fall“
Schorlaus 2015 erschienener Roman greift die Ereignisse um die rechtsextreme Terrorgruppe Nationalsozialistischer Untergrund (NSU) auf. Dengler wird darin beauftragt, den Tod der NSU-Mitglieder Uwe Böhnhardt und Uwe Mundlos aufzuklären. Schorlau spannt seinen Roman von der rechtsextremen Szene in der DDR zu einer 1991 aufgelösten Stay-behind-Organisation und der NSA. Im Zusammenhang seiner Recherchen berichtete Schorlau 2015 im ersten NSU-Untersuchungsausschuss des baden-württembergischen Landtags.
Im Deutschlandradio Kultur wurde kritisiert, Schorlau propagiere Verschwörungstheorien mit Behördenvertretern als aktiv mordendem Staat, statt den Fall mit sorglosen und versagenden Behörden zu erklären. Die Süddeutsche Zeitung griff Schorlaus Roman als Anzeichen des Grassierens von Verschwörungstheorien zum NSU-Komplex auf und warf ihm vor, er vermische „ungehemmt Fakten und Fiktion“ und behaupte zugleich „kühn, es gehe um die Suche nach Wahrheit“, während er „den Lesern nur mit billigen Mitteln eine Lieblingslegende der Verschwörungsszene“ verkaufe.
Das Buch erreichte Platz 1 der Spiegel-Bestsellerliste. Im April 2017 erschien eine erweiterte und aktualisierte Taschenbuchausgabe.

### „Der große Plan. Denglers neunter Fall“
In diesem 2018 erschienenen Roman erzählt Schorlau von den offiziell im Auftrag des Auswärtigen Amtes durchgeführten Ermittlungen um eine entführte Mitarbeiterin. Diese hatte sich mit dem Euro-Rettungsschirm für Griechenland und den Auswirkungen der Politik der Troika befasst und es besteht der Verdacht, dass sie kriminellen Machenschaften auf die Spur gekommen ist. Für Schorlau ist dies der Anlass, den Leser über Kreditausfall-Swaps und Illegitime Schulden zu informieren. Doch nachdem die Entführte bei der Befreiung getötet und Dengler schwer verletzt wird, ergibt sich eine neue Spur, die in die Zeit der deutschen Besetzung Griechenlands im Zweiten Weltkrieg, das Massaker von Distomo und die Folgen der nicht zurückgezahlten Zwangsanleihen in Griechenland führt.
Schorlau schreibt „von den Folgen der Griechenlandkrise […], von einem überlasteten Gesundheitssystem, einem Land, das einmal mehr‚ planvoll an den Rand des Hungers und darüber hinaus getrieben wurde‘.“ Stefan Kister stellte sich in seiner Kritik die Frage: „Aber liest man hier überhaupt noch einen Roman? Mehr als in früheren Dengler-Fällen zerfällt dieser ‚Große Plan‘ in einen kritischen Sachbuchteil und einen Krimiplot – und man muss leider sagen, dass die Weise, wie auf theoretischem Gebiet die griechische Schuldenkrise erklärt wird, um einiges wahrscheinlicher wirkt als die reichlich aberwitzig motivierte Entführungs-Handlung.“

### „Kreuzberg Blues. Denglers zehnter Fall“
Ursprünglich war geplant, die nächste Verfilmung eines Dengler-Stoffes auf Basis dieses noch unveröffentlichten Romans zu drehen. Die Wahl fiel dabei auch aus produktionsbedingten Gründen auf Berlin als Handlungsort. Doch die COVID-19-Pandemie in Deutschland machte die Durchführung der Planungen zu Beginn des Jahres 2020 unmöglich. Allerdings arbeitete Schorlau die Pandemie und die Proteste von „Querdenken 711“ in Stuttgart in den Roman mit ein. Im Krimiplot geht es um kriminelle Entmietungsmaßnahmen und den Mord am Chef einer Immobilieninvestmentgesellschaft. Darin verwickelt ist die Fondsgesellschaft „Blackhill“ (angelehnt an den weltgrößten Vermögensverwalter BlackRock) und die „Deutsche Eigentum AG“ (angelehnt an die Deutsche Wohnen). Den Rahmen bildet der Mietenvolksentscheid Berlin, und die Einführung des Mietendeckels.

### „Black Forest. Denglers elfter Fall“
Im Roman, der 2024 veröffentlicht wurde, geht es vor dem Hintergrund der herannahenden Klimakatastrophe um Aktionen von Windkraft-Gegnern auf dem Feldberg im Schwarzwald.
Die Familie des Privatdetektivs Georg Denglers hat auf dem Feldberg ein Stück Weideland, das für Windkraftanlagen geeignet ist, aber von der Eigentümerin, der verwitweten Mutter und Großmutter Margret Dengler, zunächst dafür nicht freigegeben wird. Lokale Windkraftgegner und der Energiekonzern VED wollen verhindern, dass auf dem Feldberg ein Windrad gebaut wird. So sind auf Denglers Hof nachts Gestalten unterwegs, die Margret Dengler in Angst treiben, was ihr Sohn in irriger Weise als Demenz seiner Mutter deutet. Anliegen des Naturschutzes, so auch die mediale Aufregung um eine Wölfin als Nebenschauplatz, werden missbraucht zur Verhinderung des Windkraftausbaus. Auf dem Feldberg wird Auerhahnkot gefunden, den Karola Müllerschön, Georg Denglers Jugendliebe und mittlerweile Heilpraktikerin seiner Mutter Margret, angestiftet durch Komplizen des Energiekonzerns heimlich ausgestreut hatte, bevor sie von diesen als Mitwisserin umgebracht wird. Die Diskussion mit ihrem Enkel Jakob, Denglers Sohn, und dessen Freundin sowie das Erleben von kriminellen Aktionen von Windkraftgegnern und Vertretern der fossilen Energiewirtschaft stimmt die Großmutter Margret um. Die Handlung ist einfügt in eine verheimlichte Lebensgeschichte von Margrets Mann am Ende des Zweiten Weltkriegs und die offene Zukunft von Denglers Hof.

## Andere Publikationen

### „Rebellen“
In diesem Buch mit vielen autobiografischen Elementen geht es um die Studentenbewegung und Schorlaus „Lehrjahre als Berufsrevolutionär“. Der Autor schildere fast distanzlos Schlüsselereignisse der lokalen Szene und führende Köpfe wie Hans-Jörg Hager, Michael Moos oder Klaus Theweleit, meint der Rezensent der Stuttgarter Zeitung Martin Halter. Die Stuttgarter Zeitung resümiert: Schorlau beschreibt die „wunderliche und sonderbare“ Zeit mit viel Verve, kämpferischem Pathos und einiger Nostalgie; der stimmungsvolle Soundtrack reicht von „Streetfighting Man“ bis zu Marx‘ „Lohnarbeit und Kapital“. Schorlau ist jedenfalls den „Träumen seiner Jugend“ treu geblieben. Martin Halter sieht in dem Roman in historisch-dokumentarischer Hinsicht „unbestreitbare Verdienste“, findet den ambitionierten Plot aber eher dürftig: „Zwei Männer und dazwischen eine Frau. Der Hauptwiderspruch oder ‚Kampf zweier Linien‘, um im Jargon der Zeit zu bleiben, verläuft exakt entlang der Klassengrenzen zwischen Paul, dem armen Waisenhortknaben, und Alexander aus der Villa gegenüber“.

### „Das brennende Klavier“
Die Biografie stellt das Leben des Musikers Wolfgang Dauner dar, zeichnet dabei aber auch „ein beeindruckendes Stück Kultur- und Zeitgeschichte der Bundesrepublik so anregend wie ein Krimi“ nach (NDR Kultur). Für Carina Pranges (jazzdimensions) gelingt es Schorlau, den Leser in seinen Bann zu ziehen: „Gut recherchiert und in unzähligen Gesprächen mit dem Protagonisten zusammengetragen, dokumentiert Schorlau Dauners Leben ohne erkennbare Lücken. Er erzählt und beschreibt lebendig, bedient sich dabei vieler Zitate von Dauner, lässt aber den Jazzmusiker und Lebenskünstler Dauner in langen Passagen auch selbst zu Wort kommen.“

### „Sommer am Bosporus“
Die Allgemeine Zeitung Mainz sieht in dem Reiseroman einen individuellen Blick auf die Stadt am Bosporus, den man im Reiseführer nicht findet. „Eine unterhaltsame Lektüre für alle Istanbul-Interessierten.“

### „Argumente gegen Stuttgart 21“
Schorlaus Absicht ist, in diesem Buch die unterschiedlichen Aspekte von Stuttgart 21 kritisch zu würdigen: bahntechnisch, ökologisch, finanziell, denkmalschützerisch, stadtplanerisch und architektonisch. Er ist der Auffassung, dass spätestens seit dem Polizeieinsatz am 30. September 2010 „ganz grundlegende Fragen der Weiterentwicklung und des Ausbaus des demokratischen Systems“ diskutiert werden. Deshalb sei dieses Buch in die beiden Kapitel Der Bahnhof und Die Demokratie unterteilt. Die Idee zu diesem Werk entstand nach seiner Aussage am 30. September 2010, „dem Tag, der als schwarzer Donnerstag in die Geschichte Stuttgarts eingegangen ist“.

### „Commissario Morello“
Gemeinsam mit dem Schauspieler und Autor sizilianischer Herkunft Claudio Caiolo schrieb Schorlau 2020 einen Venedig-Krimi. Mit der Verhaftung korrupter Politiker hat sich Commissario Antonio Morello auf Sizilien den Namen „Der freie Hund“ (so der Buchtitel) verdient. Nun steht er auf der Todesliste der Mafia. Zu seinem Schutz wird er nach Venedig versetzt. Venedig ist Morello schnell wegen der Menschenmassen und Kreuzfahrtschiffe verhasst. Er erliegt jedoch mit der Zeit dem Charme der Stadt. Seine Nachbarin Silvia führt Morello an geheime Orte und zeigt ihm so bisher unbekannte Qualitäten des Touristenziels. Schorlau setzt mit dieser Koproduktion die Anliegen seine hochpolitischen Dengler-Reihe vor einer neuen Kulisse fort. Nach Erscheinen von Der freie Hund kam es zu einer gerichtlichen Auseinandersetzung mit der Journalistin und Autorin Petra Reski, die monierte, dass ihr eigenes Werk „geplündert“ worden sei. Sie setzte die Streichung einer Danksagung an ihre Person im Nachwort sowie die Umbenennung einer Figur im Buch durch.
Mit Der Tintenfischer folgte 2021 eine Fortsetzung, in der es um das Organisierte Verbrechen nigerianischer Prägung (insbesondere Menschenhandel) in Italien vor dem Hintergrund des Lockdowns im Frühjahr 2020 im Rahmen der COVID-19-Pandemie in Italien geht. Im dritten Teil der Reihe Falsche Freunde aus dem Jahr 2023 thematisieren die beiden Autoren die geplante Umgestaltung Venedigs in „ein Disneyland für Superreiche“.

## Verfilmungen
Das ZDF strahlt seit 2015 in einer unregelmäßigen Reihe Verfilmungen nach den Dengler-Romanen aus, in denen Ronald Zehrfeld Georg Dengler und Birgit Minichmayr Olga spielt. Bei den ersten drei Filmen führte Lars Kraume Regie, beim vierten und fünften Rick Ostermann. Den Auftakt machte Dengler: Die letzte Flucht, das am 20. April 2015 erstmals ausgestrahlt wurde, Dengler: Am zwölften Tag am 14. März 2016 und Dengler: Die schützende Hand am 6. November 2017. Die vierte Verfilmung Dengler: Fremde Wasser wurde am 14. Mai 2018 erstmals ausgestrahlt. Anders als im Roman spielen Teile der Handlung in Griechenland. Am 7. Oktober 2019 wurde Dengler: Brennende Kälte zum ersten Mal gesendet.

## Preise und Auszeichnungen
- 2004: Erzählpreis der Nahe-Zeitung, Idar-Oberstein
- 2006: Deutscher Krimipreis, für Dunkles Schweigen
- 2008: Stadtschreiber in Trabzon/Türkei
- 2009: Herzogenrather Handschelle, für Brennende Kälte
- 2009: Der Förderkreis Deutscher Schriftsteller in Baden-Württemberg vergibt im Juni 2009 ein Arbeitsstipendium für das Romanprojekt „Paul“, 2013 als Rebellen erschienen
- 2012: „Stuttgarter Krimipreis“, für Die letzte Flucht
- 2014: „Stuttgarter Krimipreis“, für Am zwölften Tag
- 2017: Poetikdozentur der Eberhard Karls Universität Tübingen
- 2019: „Stuttgarter Krimipreis“, für Der große Plan[27]
- 2019: „Rheinbacher Glasdolch“, für das Gesamtwerk

## Rezeption und Kritik
„Die Krimis von Wolfgang Schorlau sind nie was für schwache Nerven. Sie kratzen immer an dem Bild, das wir uns von der Wirklichkeit machen und diese Erkenntnis kann manchmal halt wehtun.“ Dies meint Uli Wagner in seiner Rezension von Der große Plan.
„Die Kriminalromane des 66-jährigen Stuttgarters sind in hohem Ausmaß politisch aufgeladen. ‚So politisch, dass es weh tut‘, bezeichnet sie Dorothee Kimmich, Leiterin der Poetik-Dozentur, in ihrer Vorstellungs-Rede für Schorlau. Denn der Autor geht mit seinen Büchern gerne dahin, wo es Ungereimtheiten gibt, wo Dinge im Dunkeln bleiben und wo Behörden versagen. Er legt den Finger tief in die Wunde der Traumata der deutschen Nachkriegs-Geschichte.“
„Es sind Folgen wirtschaftlichen Handelns, die das Leben jedes Einzelnen bestimmen. Mit ökonomischen Notwendigkeiten begründet die Politik nicht nur ihre Entscheidungen, sie kann es sich tatsächlich in keiner Hinsicht leisten, gegen die vermeintlichen oder tatsächlichen Bedürfnisse und Forderungen dessen zu verstoßen oder auch nur aufzurebellen, was man so ‚die Märkte‘ nennt wie man früher ‚die Herrschenden‘ und noch früher ‚die Götter‘ gesagt hat. Wolfgang Schorlau weiß das schon lange. Und seit einem Jahrzehnt öffnen seine Romane seinen Lesern die Augen dafür.“

## Zitate
„Ich stelle keine Theorien auf; ich erzähle Geschichten, in der reale Ereignisse aus einem neuen Blickwinkel gezeigt werden. Warum soll alles, was die Polizei und Justiz sagt, immer wahr sein? Warum sollten wir nicht mal in eine andere Richtung denken? (...) Wozu ich beitragen kann, ist, eine gesellschaftliche Atmosphäre zu schaffen, in der sich Menschen dafür interessieren, dass etwas nicht stimmt und welche verschiedenen Sichtweisen es gibt. Das ist schon viel wert.“